# Alfa Romeo 90
Alfa Romeo 90 patřící do třídy luxusních sedanů vyšší třídy vznikl přepracováním Alfetty a Alfy 6, přičemž konstrukčně je spřízněn s Alfou Romeo 75. Zvláštností karoserie kterou navrhlo studio Bertone byl nejen pod předním nárazníkem spoiler, který se vysouval při dosažení 80 km/h, ale i páka ruční brzdy ve tvaru podkovy a na straně spolujezdce vyjímatelný kufřík spolu s přepínači stahování oken a vnitřního osvětlení umístěnými na stropě. Uspořádání agregátů typické na tehdejší konstrukci u Alfy typické: motor umístěn vpředu, podélně nad přední nápravou a spojka ve společném bloku s převodovkou leží u zadní poháněné nápravy, což příznivě rozděluje hmotnost vozu na obě nápravy. Přenos točivého momentu mezi motorem a převodovkou zajišťoval hřídel se značným horizontálním vyosením, spojený třemi pružnými Hurdyho spojkami - systém transaxle. Za čtyři roky se celkem vyrobilo pouze 56 428 vozů než ji nahradil typ 164. Cena Alfy 90 2,5 V6 Quadrifoglio Verde byla 34 590 DM.

## Technické údaje
- Motory: 1800 cm³ 120 k, 2000 cm³ 128 k, 2500 cm³ 156 k
- Rozměry: 4400 mm × 1650 mm × 1430 mm
- Rozvor: 2520 mm
- Provozní hmotnost: 1170 kg
- Aerodynamický koeficient: 0,4 cx
- Výkony 2,5 řadového 6. válce - 116,4 kW 5600 ot/min., točivý moment 214 Nm/4000 ot/min.
- Brzdy přední i zadní jsou diskové, pneumatiky 185/70-R14